# Marliana
Marliana település Olaszországban, Toszkána régióban, Pistoia megyében. Lakosainak száma 3237 fő (2023. január 1.). Marliana Massa e Cozzile, Pistoia, Serravalle Pistoiese, Pescia, San Marcello Piteglio és Montecatini Terme községekkel határos.

## Népesség
A település lakossága az elmúlt években az alábbi módon változott:
| Lakosok száma | 3215 | 3174 | 3237 |
|               | 2017 | 2018 | 2023 |